# محمود لطیفی
محمود لطیفی (۳ آذر ۱۳۰۸ – ۲ آذر ۱۳۸۴) رئیس سابق بخش جانوران سمی مؤسسه تحقیقات واکسن و سرم‌سازی رازی، بازرس ارشد سازمان جهانی بهداشت و عضو انجمن سم‌شناسی آمریکا بود.

## شروع کار
لطیفی که در اصل خوزستانی بود به خاطر شغل پدر دوره متوسطه را در تهران ادامه داد. پس از به پایان رساندن دوره دبیرستان با رتبه اول در رشته دامپزشکی دانشگاه تهران پذیرفته شد، در سال ۱۳۳۲ که فارغ‌التحصیل شد به کار در مؤسسه رازی پرداخت و به عنوان کارمند فنی کار خود را در آزمایشگاه پژوهش و تولید واکسن‌ها و سرم‌های ضد دیفتری و کزاز شروع کرد.
چهار سال بعد راهش عوض شد و قدم در راه مطالعه سم مار و عقرب و تولید پادزهر گذاشت. او ابتدا برای فراگیری مارشناسی و روش تولید پادزهر دو سال به مؤسسه بوتانتان در سائو پائولو برزیل رفت، اما پس از این دوره برای تکمیل مطالعات خود در مورد خزندگان، سم‌شناسی و تولید پادزهر به کشورها و مؤسسات دیگر در اروپا و آمریکا سفر کرد.
در آمریکا مدتی را با کارل گنز، خزنده‌شناس موزه تاریخ طبیعی آمریکا به مطالعه خزندگان گذراند و دو مقاله علمی راجع به پراکنش و ریخت‌شناسی مارمولک کرمی شکل غرب کنگو، به نام علمی Monopeltis guentheri از خانواده مارمولک‌های کرمی و یک مقاله علمی در مورد مارها با او منتشر کرد.
سپس در آریزونا با استانک مطالعاتی در مورد عقرب‌ها داشت. بعد به فرهنگستان علوم کالیفرنیا رفت و با خزنده شناسانی همچون استیون اندرسون و آلن لویتون آشنا شد. پس از کسب دانش و تجربه لازم سرانجام لطیفی به ایران بازگشت تا از نتیجه همه مطالعات خود در زمینه سم مارها و عقرب‌های ایران و تولید پادزهر اختصاصی استفاده کند و آن را در اختیار سایرین هم قرار دهد.

## کار در مؤسسه رازی
در ابتدا مؤسسه رازی قسمت کوچکی را در بخش پرورش حیوانات آزمایشگاهی در اختیار او گذاشت تا کارش را شروع کند و پیش از احداث ساختمان کنونی جانوران سمی، کار تولید پادزهر در این بخش ساده آغاز شد. شروع کار او با مارها بود؛ او باید مارهای سمی از انواع مختلف را از سراسر ایران جمع‌آوری می‌کرد تا سم را که ماده اولیه برای تولید پادزهر است از این مارها به دست آورد.
در کار سم‌گیری لطیفی خود نیز شرکت می‌کرد و به همین خاطر بارها توسط مار و عقرب گزیده شده بود و بر اثر این گزیدگی‌ها مشکلاتی برای چند عدد از انگشتان و برای اعصاب حرکتی دست راستش به وجود آمد که تا پایان عمر با او بود. پس از سم‌گیری باید سم، ضعیف شده و به اسب تزریق می‌شد.
آنگاه پادزهر ساخته شده در خون اسب جداسازی و تصفیه می‌شد. در این مرحله لطیفی سعی در اجرای روش‌های جدید و بروز کردن روش‌های مورد استفاده در بخش جانوران سمی داشت. از جمله آن که در سال ۱۳۵۷ روش موسوم به پاپ (pop) را برای تصفیه سرم راه اندازی کرد که بر روش‌های قبلی برتری داشت.
سرانجام با انجام دقیق همه این مراحل، لطیفی موفق به ساخت پادزهر ترکیبی برای پنج گونه افعی و یک گونه کبرا خطرناک ایران و تولید پادزهر اختصاصی برای هر کدام از این ۶ گونه مار سمی شد.
همچنین لطیفی مطالعات مستمری نیز در مورد ویژگی‌های سم مارها انجام داد که حاصل آن تهیه جداول و اطلاعات کاملی شد که میزان دقیق تولید سم در ۸ نوع مار سمی خطرناک ایران در آن‌ها گردآوری شده‌است. این اطلاعات آن قدر دقیق است که تولید سم در فصل‌های مختلف و حتی میزان تولید سم در دندان راست و چپ مار نیز در آن‌ها به تفکیک آورده شده‌است.
به علاوه، خواص فیزیکی و شیمیایی از جمله قدرت کشندگی سم این مارها (LD50) نیز به دقت و به تفکیک جنس نر و ماده و سم مار در فصل‌های مختلف توسط وی تعیین شده‌است.
مهارت او در سم‌شناسی و مقالات متعددی که در این زمینه منتشر کرد، به غیر از کسب درجه استاد پژوهش در هیئت علمی مؤسسه رازی در ۱۳۵۷، عضویت در انجمن سم‌شناسی آمریکا را نیز برای او به ارمغان آورد.

## تمرکز روی مارها
لطیفی در بخش جانوران سمی پا به پای مطالعه روی سم، مارها را نیز با دقت و وسواس زیاد مورد مطالعه قرار می‌داد. همه نمونه‌های مار جمع‌آوری می‌شدند. چه آن‌ها که مارگیرها می‌آورند، چه آن‌ها که خود یا همکارانش از مناطق مختلف جمع‌آوری می‌کردند، چه سمی و چه غیر سمی، به دقت شناسایی و اطلاعات هر کدام ثبت می‌شد.
سپس نمونه‌های با ارزش در کلکسیون نگهداری می‌شد. در زمان جنگ، لطیفی به خاطر اهمیت این مجموعه، کل آن را به دقت به محلی امن در زیرزمین بخش جانوران سمی منتقل کرد.
نتیجه تلاش‌های او آن شد که امروز کامل‌ترین کلکسیون مارهای ایران در مؤسسه رازی قرار دارد. در مورد اهمیت این مجموعه کافی است به این نکته توجه شود که تعداد مارهای موجود در موزه آثار طبیعی و حیات وحش ایران از ۱۰۰ عدد تجاوز نمی‌کند. حال آن که مجموعه لطیفی در سرم سازی رازی در زمان بازنشستگی اش بیش از ۴ هزار نمونه داشت.

## کشف گونه‌های جدید
در زمان فعالیت لطیفی در مؤسسه رازی، خزنده‌شناسان زیادی از خارج ایران با این کلکسیون در ارتباط بودند و نمونه‌های آن را مطالعه می‌کردند. برای نمونه گوران نیلسون و کلاس آندرن خزنده شناسان معروف سوئدی ۲ بار به ایران رفتند و نمونه‌های این مجموعه را مطالعه کردند و ۵ مقاله علمی در مورد مارهای ایران با بررسی نمونه‌های این مجموعه در ژورنال‌های معتبر علمی به چاپ رساندند، از جمله معرفی زیرگونه افعی تکابی با نام علمی kurdistanica raddei Vipera، افعی دماوندی با نام علمی Vipera latifii و گکوی لطیفی Tropicolotes latifi از نمونه‌های همین مجموعه هستند که توسط شخص لطیفی جمع‌آوری و مطالعه شدند و برای اظهار نظر قطعی علمی در اختیار خزنده‌شناس‌های صاحب نام آن زمان قرار گرفتند.
افعی دماوندی در میان مارهایی بود که توسط یک مارگیر گمنام از لار دماوند گردآوری و برای فروش به مؤسسه رازی آورده شده بود. ولی لطیفی که خود اطلاعات کاملی در خزنده‌شناسی داشت نخستین کسی بود که متوجه تفاوت افعی‌های آورده شده از لار با دیگر افعی‌های شناخته شده آن زمان شد. او آنها را مورد بررسی دقیق قرار داد و برای اظهار نظر قطعی به اروپا نزد کارل مرتنز معروف‌ترین خزنده‌شناس آلمان و اروپا در دهه‌های ۶۰ و ۷۰ و ایلیا داروفسکی رئیس سابق آکادمی علوم سن پترزبورگ روسیه فرستاد که نتیجه تلاش‌هایش منجر به معرفی یکی از جالب توجه‌ترین افعی‌های دنیا شد. به پاس این تلاش‌های او نام علمی آن را Vipera latifii نهادند.
پراکندگی این افعی در البرز مرکزی نیز توسط لطیفی مطالعه شد و او ۶ محل دیگر به جز لار دماوند را برای آن معرفی کرد. او نشان داد که این افعی پراکندگی بسیار محدودی فقط در اطراف شهر در حال گسترش تهران دارد.
از این رو از سال ۱۹۸۶ تاکنون افعی دماوندی به دلیل پراکنش بسیار محدود و تهدید و تخریب زیستگاه‌های محدودش به عنوان گونه آسیب‌پذیر در فهرست سرخ آی‌یوسی‌ان قرار دارد. گکوی لطیفی نیز توسط شخص لطیفی از اطراف کرمان گردآوری و پس از مطالعه برای اظهار نظر قطعی به آکادمی علوم کالیفرنیا فرستاده شد و در آنجا توسط اندرسون و لویتون به عنوان گونه جدید معرفی و نام علمی آن به افتخار لطیفی Tropicolotes latif نهاده شد.